# SpaceX COTS Demo Flight 2
SpaceX COTS Demo Flight 2 noto anche come Dragon C2 +, è stato il secondo volo di prova per la navicella spaziale Cargo Dragon senza equipaggio di SpaceX, lanciato sul terzo volo del veicolo di lancio Falcon 9. Il volo venne effettuato nell'ambito di un accordo finanziato dalla NASA come seconda missione dimostrativa della Dragon nel programma COTS (Commercial Orbital Transportation Services). La Dragon C2 + è stato il primo veicolo americano a visitare la ISS dalla fine del programma Space Shuttle. È stato anche il primo veicolo spaziale commerciale ad attraccare con un altro veicolo spaziale.
Inizialmente, gli obiettivi della missione C2 + dovevano essere raggiunti da due missioni separate; Dragon C2 avrebbe effettuato un fly-by della ISS, attraverso manovre di rendezvous e comunicazioni con la stazione, prima di tornare sulla Terra. Una seconda missione, Dragon C3, sarebbe stata la prima missione ad attraccare alla stazione. Nel luglio 2011, la NASA diede l'approvazione provvisoria per combinare gli obiettivi delle due missioni. Nel dicembre 2011, la NASA approvò formalmente la fusione delle missioni COTS 2 e 3 nel volo Dragon C2 +.
Dragon C2 + venne lanciato con successo da Cape Canaveral il 22 maggio 2012. Durante i primi tre giorni della missione tutti gli obiettivi COTS 2 furono completati con successo. La fase COTS 3 della missione iniziò il 25 maggio quando Dragon si incontrò di nuovo con la ISS per poi essere catturata con successo dal Canadarm2. Dragon rimase attraccata per quasi sei giorni durante i quali gli astronauti scaricarono il carico, quindi ricaricarono Dragon con il carico destinato alla Terra. Il 31 maggio, la Dragon lasciò l'ISS, ammarando nell'Oceano Pacifico al largo della costa della California. Tutti gli obiettivi della missione furono completati con successo e il sistema Falcon 9-Dragon fu certificato per avviare regolari missioni di consegna del carico sulla ISS nell'ambito del programma Commercial Resupply Services.

## Contratto COTS
Il 18 agosto 2006, la NASA annunciò che SpaceX aveva vinto un contratto Commercial Orbital Transportation Services (COTS) per dimostrare la capacità di consegna di carico alla Stazione spaziale internazionale con una possibile opzione per il trasporto dell'equipaggio. Il contratto, dal valore di 278 milioni di dollari, garantiva lo sviluppo del veicolo di lancio Falcon 9, con pagamenti di ulteriori incentivi erogati al raggiungimento di vari step. Il COTS Demo Flight 1 è stato il primo dei lanci previsti da questo contratto. L'accordo originale con la NASA prevedeva che il COTS Demo Flight 1 si verificasse nel secondo trimestre del 2008; questo volo è stato ritardato più volte, fino ad essere effettuato nel dicembre 2010. Considerato il successo della missione, SpaceX fece richiesta alla NASA di combinare le successive due missioni COTS 2 e COTS 3, che avrebbero previsto un primo avvicinamento alla Stazione Spaziale Internazionale e, successivamente, l'attracco alla stessa. In una riunione del 15 luglio 2011, la NASA approvò in maniera preliminare la richiesta per accelerare il programma verso la fase operativa vera e propria che sarebbe dovuta iniziare nel 2012. Il 9 dicembre, la NASA diede ufficialmente il via libera alla fusione delle missioni COTS 2 e 3 nel volo ribattezzato Dragon C2 +.

## La missione

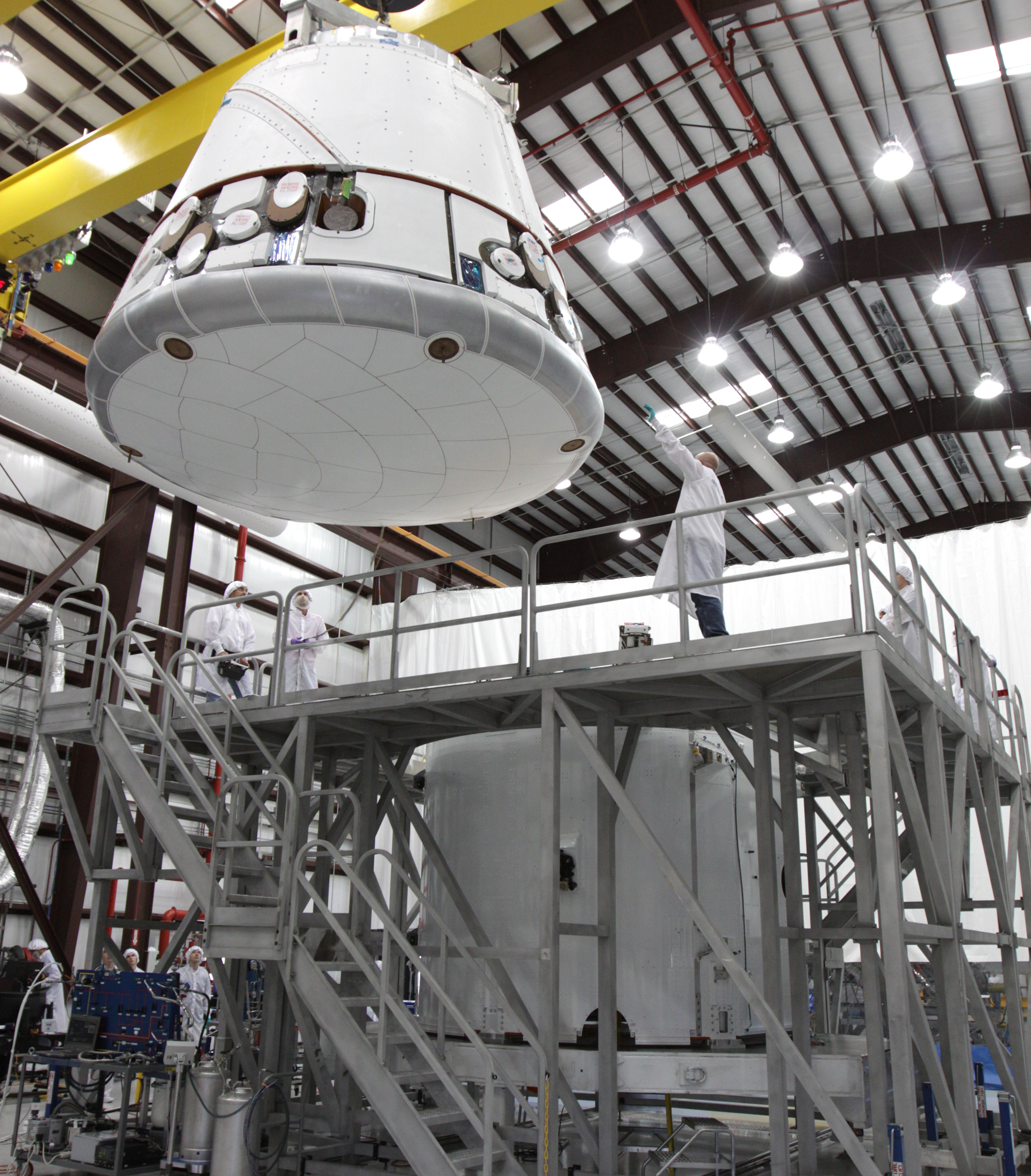
La navicella Dragon durante il novembre 2011

Il veicolo di lancio Falcon 9 arrivò alle strutture SpaceX di Cape Canaveral, in Florida, al Launch Complex 40 (LC-40) nel luglio 2011 mentre la Dragon fu consegnata il successivo 23 ottobre. Il 1 marzo 2012, fu effettuato, con successo, un test di Wet Dress Rehearsal (WDR) e il 16 aprile la sua Flight Readiness Review (FRR) fu completata dalla NASA, confermando la possibilità di un lancio per 30 aprile. Dopo diversi ritardi dovuti a problemi del software di volo, la missione superò la revisione finale il 17 maggio.

### Cronologia della missione

#### Lancio (22 maggio 2012)
Il lancio è avvenuto alle 03:44 EDT (07:44 UTC) del 22 maggio 2012, marcando il primo lancio notturno del Falcon 9. Dopo il decollo, lo spegnimento del motore principale si verificò a circa 180 secondi quando il primo stadio iniziò la separazione. Dopo la separazione degli stadi, si accese il secondo stadio. A circa nove minuti dall'inizio del volo, si verificò lo spegnimento del motore del secondo stadio e la separazione dalla navicella Dragon. La navicella Dragon dispiegò con successo i suoi pannelli solari a circa 13 minuti dall'inizio del volo. I test iniziali COTS 2 iniziarono durante questo segmento di volo, quando Dragon eseguì un test del suo sistema Absolute GPS (AGPS), utilizzando i satelliti del sistema di posizionamento globale per determinare la sua posizione. Successivamente, Dragon aprì la porta del vano che ospitava il dispositivo di presa e i relativi sensori di navigazione, una termocamera e DragonEye basato su lidar. Dopo che un controllo di questi sensori venne completato, Dragon dimostrò la sua capacità di interrompersi durante un avvicinamento, prima con l'accensione continua dei suoi motori Draco e poi con l'accensione a impulsi. Venne quindi iniziata una dimostrazione di deriva libera, che ha permesso alla navicella di fluttuare liberamente senza usare i suoi propulsori che normalmente avrebbero corretto il suo percorso orbitale.

#### Secondo giorno di volo (23 maggio 2012)
Il secondo giorno di volo, Dragon iniziò una serie di accensioni del propulsore, chiamate accensioni per "regolazione dell'altezza" (HA-1) e "coellittiche" (CE-1). L'accensione CE-1 cambiò le caratteristiche dell'orbita di Dragon posizionandolo in un'orbita circolare attorno alla Terra, mentre l'HA-1 innalzò l'altitudine di Dragon a pochi chilometri al di sotto della ISS, in preparazione per la dimostrazione del rendezvous del giorno successivo.

#### Terzo giorno di volo (24 maggio 2012)
Il terzo giorno di volo, Dragon eseguì una seconda accensione per la regolazione dell'altezza (HA-2) alle 07:58 UTC, per arrivare a circa 10 chilometri (6,2 mi) della ISS, la cosiddetta "zona di comunicazione". Alle 08:43 UTC la seconda accensione coellittica (CE-2) alzò la sua orbita quasi sullo stesso piano della ISS, portandola entro 2 500 metri (8 202,1 ft) sotto la stazione. Durante questo "fly-under", Dragon stabilì le comunicazioni con la stazione utilizzando la sua COTS Ultra-high frequency Communication Unit (CUCU). Dragon, successivamente, eseguì un test del suo sistema GPS relativo (RGPS), che utilizzava le posizioni relative del veicolo spaziale rispetto alla stazione spaziale per determinarne la posizione. Inoltre, utilizzando il Crew Command Panel (CCP) a bordo del modulo Cupola, l'equipaggio della Expedition 31 interagì brevemente con Dragon, monitorando il fly-under e poco prima delle 11:00 UTC inviando un comando a Dragon per accendere la sua luce stroboscopica. Verso le 11:25 UTC la Dragon si avvicinò ulteriormente alla ISS. Una volta completato il fly-under, Dragon accese i suoi propulsori per iniziare un giro davanti, sopra e poi dietro la stazione in uno schema ovale a una distanza compresa tra 7 fino a 10 km (4,3 fino a 6,2 mi). La Dragon eseguì un'ultima accensione alle 11:57 UTC, che l'allontanò dalla ISS e successivamente venne impostato un re-rendezvous con la stazione il giorno successivo.

#### Quarto giorno di volo (25 maggio 2012)
Nel quarto giorno di volo, Dragon eseguì ulteriori manovre HA-3 e CE-3 per portarla a 2,5 chilometri (1,6 mi) sotto la stazione ancora una volta. Il team del controllo missione di Huston della NASA diede a SpaceX il permesso di eseguire un'altra serie di accensioni che portarono la Dragon a 1 400 metri (4 593,2 ft) dalla stazione. A questo punto iniziò la dimostrazione degli obiettivi parte della COTS 3. Il sistema DragonEye di Dragon dimostrò l'accuratezza della sua posizione e velocità confrontando la sua immagine LIDAR con le sue termocamere. Successivamente la Dragon fu autorizzata a entrare nella Keep-Out Sphere (KOS), un'area virtuale 200 metri (656,2 ft) attorno alla stazione destinata a prevenire la collisione con il complesso orbitante. Dopo un ulteriore avvicinamento, il membro dell'equipaggio della expedition 31 Donald Pettit utilizzò il Mobile Servicing System (Canadarm2) della stazione per raggiungere e ed effettuare il berthing della navicella Dragon alle 13:56 UTC sull'Australia occidentale. Pettit, con l'aiuto del collega André Kuipers, guidò e poi collegò Dragon al meccanismo di ormeggio comune del modulo Harmony alle 16:02 UTC.

#### Quinto giorno di volo e resto della missione (26-31 maggio 2012)
Il quinto giorno di volo, dopo aver valutato la qualità dell'aria all'interno della Dragon, l'equipaggio aprì il portello tra Dragon e la stazione alle 05:53 EDT (09:53 UTC). Pettit e il cosmonauta e comandante della stazione Oleg Kononenko furono i primi membri dell'equipaggio a entrare nella Dragon e, indossando occhiali protettivi e maschere respiratorie, eseguirono ulteriori test per assicurarsi che l'atmosfera all'interno della capsula fosse sicura. Dragon trascorse circa sei giorni ancorata alla stazione spaziale, consentendo agli astronauti di scaricare il carico ricaricandola con il carico destinato alla Terra. L'ultimo giorno alla stazione, il 31 maggio, l'equipaggio effettuò l'unberthing dal modulo Harmony usando il Canadarm2 alle 05:49 EDT (09:49 UTC). Dragon quindi eseguì una serie di accensioni al motore che la posizionarono su una traiettoria per portarlo lontano dalle vicinanze della stazione. Circa quattro ore dopo aver lasciato la stazione, la capsula iniziò a condurre la sua accensione da deorbit di nove minuti ammarando nell'Oceano Pacifico a circa 900 chilometri (559,2 mi) dalla penisola di Baja alle 11:42 EDT (15:42 UTC) circa.

## Carico utile
La sezione pressurizzata portava 525 chilogrammi (1 157 lb) di carico per la ISS, che comprendeva cibo, acqua, vestiti, borse da carico, hardware del computer, il modulo NanoRacks 9 (esperimenti degli studenti e attrezzatura scientifica) e altri carichi vari. Nessun carico non pressurizzato fu consegnato in questa missione. Un'aggiunta non annunciata al manifesto del carico, resa pubblica dopo il lancio, era un piccolo contenitore, apposto sulla parte superiore del secondo stadio, contenente i resti di 1 grammo di cenere di oltre 300 persone tra cui l'astronauta del Progetto Mercury Gordon Cooper e James Doohan, l'attore che ha interpretato Scotty nel programma televisivo Star Trek negli anni '60. Il secondo stadio e il contenitore funerario rimasero nell'orbita iniziale in cui Dragon C2 + fu inserito, e bruciati nell'atmosfera terrestre un mese dopo. Al suo ritorno sulla Terra, Dragon riportò 665 chilogrammi (1 466 lb) di carico pressurizzato sulla Terra; il carico comprendeva campioni di esperimenti, hardware per esperimenti, hardware dei sistemi della ISS e hardware dell'unità di mobilità extraveicolare.